# Перист-Петренко, Виктор Родионович
Виктор Родионович Перист-Петренко (8 февраля 1914, Москва — 21 июня 1956, Москва) — советский актёр театра и кино, участник Великой Отечественной войны. Наиболее известен главной ролью Павла Корчагина в фильме «Как закалялась сталь» (1942).

## Биография
Родился 8 февраля 1914 года в Москве, в многодетной семье. Отец служил в милиции, мать являлась домохозяйкой.
Окончил школу из 9 классов, после чего поступил в театральную студию школы М. Н. Ермоловой, которую завершил в 1933 году и был принят в Государственный центральный ТЮЗ. В 1937 году перешёл в Московский ТРАМ. В мае 1943 года Виктор отправился на фронт и дослужил до звания младшего сержанта, вернувшись домой с медалью «За победу над Германией в Великой Отечественной войне». Лишь в 1946 году был принят в труппу Центрального детского театра, а в 1952 году покинул ЦДТ. Через пару лет выходил в разовых ролях на сцене театра ТЮЗ.
Ушёл из жизни 21 июня 1956 года в Москве. Похоронен на Головинском кладбище.

### Личная жизнь
Был дважды женат. От первого брака у него родились две дочери, Людмила и Инга. От второго брака сын Борис. По данным статьи киноведа Алексея Тремасова, у артиста был ещё один сын по имени Олег.

### Убийство
Артист получил от театра квартиру в Проточном переулке, и преступники, войдя под предлогом доставки мебели, убили его с целью ограбления (оглушили и утопили в ванной)..

## Фильмография
- 1939 — Юность командиров (курсант)
- 1942 — Как закалялась сталь (Павел Корчагин — главная роль)
- 1950 — Далеко от Москвы (шофёр)

## Оценочные мнения и критика
Павел Корчагин, сыгранный Перист-Петренко, предстал на экране сильным, отважным, решительным, готовым ценой собственной жизни дать отпор немецким агрессорам. И хотя, на мой взгляд, роль актёру не совсем удалась, тем не менее, он неплохо справился с образом залихватского юного героя.киновед Алексей Тремасов